# Формиат рубидия
Формиат рубидия — неорганическое соединение,
соль рубидия и муравьиной кислоты
с формулой RbHCO2,
бесцветные кристаллы,
растворяется в воде
образует кристаллогидраты.

## Получение
- Нейтрализация муравьиной кислоты гидроксидом рубидия:

{\displaystyle {\mathsf {RbOH+HCOOH\ {\xrightarrow {}}\ HCOORb+H_{2}O}}}

## Физические свойства
Формиат рубидия образует бесцветные кристаллы
ромбической сингонии,
пространственная группа P bcm,
параметры ячейки a = 0,46172 нм, b = 0,91822 нм, c = 0,73525 нм, Z = 4
.
Хорошо растворяется в воде.
Образует кристаллогидрат состава RbHCO2•H2O.